# Kyrösjärvi
Der Kyrösjärvi ist ein See in der finnischen Landschaft Pirkanmaa.
Der 36 km lange See hat eine Fläche von 96,1 km² und liegt auf einer Höhe von 83,2 m.
Am Westufer liegt die Kleinstadt Ikaalinen.
Der See wird nach Süden hin über den Pappilanjoki zum Kirkkojärvi und weiter zum See Kulovesi entwässert und liegt somit im Einzugsgebiet des Kokemäenjoki.